# 皮肉過程理論
皮肉過程理論（英：Ironic process theory）は、1987年にダニエル・ウェグナーが提唱した、「何かを考えないように努力すればするほど、かえってそのことが頭から離れなくなる」という現象を説明する理論である。皮肉過程理論では人間の思考過程を、実行過程と監視過程に分けて考え、「考えない」という命令を実行するために思考を監視する監視過程を実行するためには「考えること」を覚えて置く必要があるとし、考えないという目的の達成のためには考える必要があるとした理論である。タバコをやめようと考えることでよりタバコのことを考えてしまい、タバコが吸いたくなるなどにも通じる。
1974年のカート・シオドマクの小説"City In the Sky"の中に、「ピンク色の象」についての本現象に関する言及があることから、ピンクの象のパラドックス（Pink elephant paradox）ともいう。

## シロクマ実験
アメリカの心理学者であるダニエル・ウェグナーは、以下の記憶力を試す「シロクマ実験」を行い、その説明のために皮肉過程理論を提唱した。
- A・B・Cの3つの実験参加者グループを用意する。
- すべてのグループにシロクマの1日を追った同じ映像を見せる。
- Aグループの参加者には、シロクマのことを覚えておくように言う。
- Bグループの参加者には、シロクマのことを考えても考えなくてもいいと言う。
- Cグループの参加者には、シロクマのことだけは絶対に考えないでくださいと言う。
- 一定の時間が経ったあと、実験協力者に映像について覚えているかを尋ねる。

この実験において、最も映像について詳しく覚えていたグループは「絶対に考えないで下さい」と言われたCグループであった。

## 実行過程と監視過程
皮肉過程理論では、人間は自分の思考をコントロールしたいと思う時、実行過程と監視過程の2つが働くと考える。
実行過程（operating process）とは、実際に思考を行う過程であり、特に思考をコントロールしたいと思っていない場合に主として使う過程である。上記のシロクマ実験では、シロクマの映像を思い出すことが含まれる。
監視過程（monitoring process）とは、自分の思考をコントロールしたいと思う時に働く過程であり、そのコントロールしたい内容に反していないかを監視する過程である。上記のシロクマ実験では、シロクマの映像を思い出してはいけないとチェックすることが当たる。
しかし、監視過程でシロクマのことを考えているかを監視するためには、実行過程においてシロクマについて考える必要がある。そしてシロクマについて考えるたびに、監視過程はシロクマについて考えたことを検出する。さらに、考えないようにすればするほど、動物園に行くだけでもシロクマについて考えてはいけないことをチェックするなど、考えることに繋がるものも排除しようとするため、結果的に他の動物に比べても高い頻度で思い出し、忘れることが難しくなる。